# Литл Раунд Лејк (Висконсин)
Литл Раунд Лејк (енгл. Little Round Lake) насељено је место без административног статуса у америчкој савезној држави Висконсин.

## Демографија
По попису из 2010. године број становника је 1.081, што је 133 (14,0%) становника више него 2000. године.
| Група             | 2000.     | 2010.       |
| Белци             | 77 (8,1%) | 113 (10,5%) |
| Афроамериканци    | 0 (0,0%)  | 0 (0,0%)    |
| Азијати           | 0 (0,0%)  | 0 (0,0%)    |
| Хиспаноамериканци | 26 (2,7%) | 35 (3,2%)   |
| Укупно            | 948       | 1.081       |